# Nils Peterson
Nils Gustaf Peterson, född 24 augusti 1890 i Stockholm, var en svenskamerikansk affärsman.
Nils Peterson var son till handlaren Carl Gustaf Peterson. Efter språkstudier vid Stockholms borgarskola blev han 1909 utlandskorrespondent och senare reklamchef på den tyska maskinfirman Schuchardt & Schüttes stockholmskontor. 1910–1912 förmedlade han därutöver nyheter från Sverige till svensk-amerikanska tidningar. Han emigrerade 1913 till USA och var från 1914 bosatt i Chicago. 1915–1921 var han kontorschef hos Swedish-American Line. 1921 startade han en egen rörelse som fastighetsmäklare och ombud för alla transatlantiska ångbåtslinjer. Från 1935 arbetade hans företag i försäljningsbranschen. Peterson innehade förtroendeuppdrag i flera sammanslutningar, bland annat var han ordförande i The Toffteen Memorial Society.